# Шапоннель, Арон Клод Теодор
Арон Клод Теодор Шапоннель (фр. Aaron Claude Théodore Chaponnel; 1774—1809) — французский военный деятель, полковник (1807 год), барон (1808 год), участник наполеоновских войн.

## Биография
Вступил на службу внештатным солдатом в Гар-дю-кор (королевская гвардия) в 1788 году, затем перешёл в артиллерию в 1789 году, младший лейтенант в 105-м пехотном полку с 26 марта 1792 года, в 1793 году поступил в Школу мост и дорог в качестве ученика.
11 декабря 1799 года записался гусаром в полк волонтёров резервной армии, 2 декабря 1800 года произведён в лейтенанты этого полка. Через полтора месяца стал капитаном в драгунском полку в Армии Граубюндена. 4 ноября 1801 года зачислен в состав экспедиционного корпуса, направленного в Сан-Доминго. 29 июля 1802 года назначен комендантом Жакмеля. 30 декабря 1802 года произведён в командиры эскадрона, и получил должность адъютанта генерала Леклерка. Во время штурма форта Крит-Пьеро получил пулевую рану в бедро.
Вернувшись во Францию, получил назначение в штаб армии Бреста. 28 февраля 1804 года стал командующим 4-го округа побережья. 24 марта возглавил эскадрон в 1-м конно-егерском полку Монбрена. Блестяще провёл Австрийскую кампанию 1805 года, отличился во множестве сражений. Монбрен отмечал его умелые действия у Хаага, на дороге на Браунау, где он смело атаковал колонну из 600 австрийцев и русских, и под ним был убит конь. 10 ноября 1806 года стал адъютантом генерала Удино, 30 марта 1807 года произведён в полковники штаба, и возглавил штаб дивизии гренадер.
Участвовал в Австрийской кампании 1809 года, 22 мая тяжело ранен в сражении при Эсслинге, и умер от полученных ран 8 июля 1809 года в Вене.

## Воинские звания
- Младший лейтенант (26 марта 1792 года);
- Лейтенант (2 декабря 1800 года);
- Капитан (17 января 1801 года);
- Командир эскадрона (30 декабря 1802 года);
- Полковник штаба (30 марта 1807 года).

## Титулы
- Барон Шапоннель и Империи (фр. baron Chaponnel et de l'Empire; декрет от 19 марта 1808 года, патент подтверждён 27 ноября 1808 года в Аранда-де-Дуэро)[1].

## Награды
Легионер ордена Почётного легиона (14 июня 1804 года)
 Офицер ордена Почётного легиона (28 октября 1808 года)